# Grund- und Mittelschule an der Stuntzstraße 55
Die Grund- und Mittelschule an der Stuntzstraße 55 ist die einzige Schule in der Parkstadt Bogenhausen in München. Sie liegt an der Stuntzstraße und wird im Osten von einer Reihenhausanlage von der Gotthelfstraße getrennt. Im Westen grenzt sie an den Hort und im Norden an einen Kindergarten.

## Geschichte
Die Schule, gebaut nach Plänen des Architekten Franz Ruf, wurde nach zwölf Monaten Bauzeit am 25. März 1957 mit einer Einweihungsfeier eröffnet. Nachdem das erste Schulhaus zu klein geworden war, wurde 1961 das zweite Gebäude, das näher an der Straße steht, eröffnet. Gleichzeitig erhielt die Schule eine Turnhalle mit Gymnastikraum und ein Schwimmbad. Später erweiterte ein Pavillon die Unterrichtsfläche, der noch vor 1988 abgerissen wurde.
Im Schuljahr 1969/70 wurden Grund- und Hauptschule organisatorisch getrennt. Seitdem sind die Grundschule im zuerst erstellten Gebäude untergebracht und die Hauptschule im Erweiterungsbau.
Die Grundschule wurde 1996 renoviert. Im Jahr 2007 feierte die Schule ihr 50-jähriges Bestehen, anlässlich dieses Jubiläums wurde der Förderverein Grundschule an der Stuntzstraße e. V. gegründet.
Seit dem Schuljahr 2008/09 wurden in der Hauptschule Ganztagsklassen eingeführt. Zum Schuljahr 2011/12 wurde die Hauptschule in Mittelschule an der Stuntzstraße 55 umbenannt.
In Kenia hat die Grundschule eine Partnerschule.

## Architektur
Die beiden Schulgebäude haben einen quadratischen Grundriss und jeweils einen ebenso quadratischen Innenhof. Sie zeigen die schlichte Architektur der 1950er Jahre, die sich durch die gesamte Parkstadt zieht. Das heutige Grundschulgebäude besteht nur aus dem Erdgeschoss, während der Erweiterungsbau ein weiteres Stockwerk hat. Die Turnhalle ist das dritte Gebäude auf dem Schulgelände. Die drei Gebäude sind durch überdachte Gänge verbunden. Zwischen der Turnhalle und dem Grundschulbau befindet sich ein Pausenhof, an den sich im Norden das Sportgelände anschließt. Ein Pavillon wurde wegen Baufälligkeit abgerissen, an seiner Stelle befindet sich heute der Schulgarten. 
Die Schulgebäude stehen unter dem Ensembleschutz der Parkstadt Bogenhausen und sind integraler Teil der Gesamtplanung der neu geschaffenen Siedlung – der ersten nach dem Zweiten Weltkrieg gebauten Großwohnanlage Bayerns.
Das heutige Grundschulgebäude wurde vom Architekten Franz Ruf geplant, der auch die Gesamtplanung der Parkstadt erstellte.
Johannes Ludwig, der zusammen mit Franz Ruf auch Wohnhäuser in der Parkstadt entwarf, zeichnet für den Erweiterungsbau, in dem heute die Mittelschule untergebracht ist, verantwortlich.

## Schülerzahlen
Die Schülerzahlen der Schule spiegeln sehr deutlich den demographischen Wandel in der Parkstadt Bogenhausen und damit auch die Entwicklung von Trabantenstädten. Während in den ersten Jahren sehr viele junge Familien in den neu geschaffenen Wohnraum zogen – und entsprechend viele Schüler die Schule besuchten – alterte die Bevölkerung im Einzugsbereich und die Schülerzahlen sanken. Zeitweise musste wegen der hohen Schülerzahlen in mehreren Schichten unterrichtet werden. Mittlerweile haben sich die Schülerzahlen stabilisiert – nicht zuletzt durch eine Änderung des Schulsprengels im Jahr 2010. In diesem Rahmen soll die Schule auch von einem zwei- auf ein dreizügiges System umgestellt werden.
- 1957 420 in zwölf Klassen
- 1959 18 Klassen
- 1986 153 Grundschüler
- 2006 170 Grundschüler
- 2009 159 Grundschüler, 180 Hauptschüler
- 2015 175 Grundschüler, 190 Mittelschüler, 40 Schüler in 2 Übergangsklassen
- 2023 266 Grundschüler[1], 221 Mittelschüler[2]